# HD 150898
HD 150898，又名CP-58 6893，SAO 244133、HR 6219，是一颗恒星，视星等为5.58，位于銀經329.98，銀緯-8.47，其B1900.0坐标为赤經16h 38m 48.4s，赤緯-58° -8.47′ 27″。